# 孔特拉达
孔特拉达（義大利語：Contrada），是意大利阿韦利诺省的一个市镇。总面积10.31平方公里，人口3027人，人口密度293.6人/平方公里（2009年）。ISTAT代码为064029。